# Something in the Water (Brooke Fraser)
Something in the Water è un singolo della cantautrice neozelandese Brooke Fraser, pubblicato il 2 agosto 2010 dall'etichetta discografica Sony. In Italia invece è uscito su Time Records.

## Descrizione
Il brano è stato scritto e prodotto dalla stessa Brooke Fraser ed ha anticipato la pubblicazione del terzo album della cantautrice, Flags, uscito nell'ottobre successivo. Dopo aver riscosso un buon successo in Nuova Zelanda, dove ha raggiunto la vetta della classifica dei singoli, nei mesi successivi è stato diffuso anche negli Stati Uniti e in Europa, debuttando anche in Italia nel gennaio 2011. La canzone ha poi raggiunto il disco d'oro in questo paese.
Nell'agosto 2010 è stato girato il video musicale del brano, diretto da Joe Kefali e Campbell Hooper.

## Tracce
CD (Wood and Bone)
1. Something in the water – 3:02

CD-Single Warner 505249862322 (Warner) / EAN 5052498623228
1. Something In The Water – 3:03
2. Orphans, Kingdoms – 3:54

## Classifiche
| Classifica (2010/2011) | Posizione massima |
| ---------------------- | ----------------- |
| Australia              | 29                |
| Austria                | 10                |
| Belgio (Fiandre)       | 63                |
| Belgio (Vallonia)      | 73                |
| Francia                | 56                |
| Germania               | 8                 |
| Italia                 | 19                |
| Nuova Zelanda          | 1                 |
| Paesi Bassi            | 26                |
| Regno Unito            | 193               |
| Svizzera               | 10                |